# Heimlich-Manöver

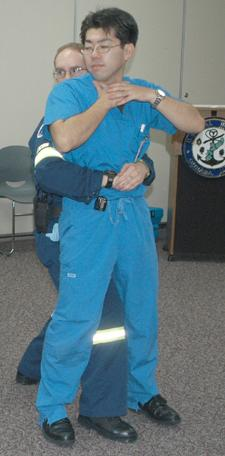
Heimlich-Manöver

Das Heimlich-Manöver, auch Heimlich-Handgriff, Heimlich-Griff oder Oberbauchkompression (nach Heimlich) genannt, ist eine lebensrettende Sofortmaßnahme bei drohender Erstickung oder drohendem Bolustod durch die Verlegung der Atemwege durch einen Fremdkörper (Bolusaspiration z. B. durch Verschlucken). Durch Kompression des Abdomens (Bauchraums) wird versucht, den Fremdkörper durch den so entstehenden Überdruck aus der Luftröhre bzw. den oberen Atemwegen herauszubefördern. Als vorausgehende Maßnahme soll die Lösung des Fremdkörpers durch kräftige Schläge zwischen die Schulterblätter versucht werden. 
Beim Heimlich-Griff besteht die Gefahr der Ruptur des Zwerchfells oder der Schädigung anderer Organe der Bauchhöhle, dieses Risiko wird bei akuter Lebensgefahr aber in Kauf genommen.
Das Manöver wurde von seinem Erfinder, dem US-amerikanischen Arzt Henry J. Heimlich (1920–2016), erstmals 1974 beschrieben.

## Anwendung
Der Helfer stellt sich hinter den Patienten und umfasst mit den Armen dessen Oberbauch. Mit der einen Hand bildet er eine Faust und legt sie unterhalb der Rippen und des Brustbeins in die Magengrube. Mit der anderen Hand greift er die Faust und zieht sie dann ruckartig kräftig gerade nach hinten zu seinem Körper. Ziel ist es, durch die plötzliche Druckerhöhung in der Lunge den Fremdkörper aus der Luftröhre zu befördern. Bei Bedarf soll das (notfalls auch beim liegenden Patienten von oben durchführbare) Manöver bis zu fünfmal durchgeführt werden. Nach jeder Durchführung sollte überprüft werden, ob der Fremdkörper sich schon gelöst hat. Der Brustkorb selbst soll dabei nicht zusammengedrückt werden.
Bei Anwendung des Heimlich-Manövers besteht die Gefahr von inneren Verletzungen beim Patienten (Milzriss, Leberriss bei Kindern; Ruptur des Zwerchfells, Schädigung anderer Organe der Bauchhöhle; Platzen von Aneurysmen bei älteren Patienten, Rippenfrakturen, Magenverletzung). Die Risiken werden jedoch aufgrund der akuten Lebensgefahr durch Ersticken oder reflektorischen Herzstillstand infolge eines Vagus-Reizes in Kauf genommen. Nach der Anwendung des Heimlich-Handgriffs sollte der Patient in ein Krankenhaus gebracht werden, um eventuelle Verletzungen zu behandeln.

## Gegenanzeigen
- Bei einer Fischgräte z. B. funktioniert das Prinzip kaum, weil diese die Atemwege nicht komplett verschließt und daher der Überdruck an ihr vorbei entweicht, ohne sie zu befördern.
- Ertrinken: Versuche, mit dem Heimlich-Manöver Wasser aus der Lunge zu entfernen, sollten unbedingt unterlassen werden.[3]
- Das Heimlich-Manöver wird bei bereits eingetretener Bewusstlosigkeit nicht durchgeführt. Hier wird sofort, falls die Atmung weiterhin nicht vorhanden sein sollte, mit der Herz-Lungen-Wiederbelebung begonnen.[2]
- Das Heimlich-Manöver wird nicht bei Säuglingen (Alter < 1 Jahr) angewendet. Stattdessen sollte man den Säugling in Kopftieflage halten und mit zwei Fingern auf das Brustbein drücken – ähnlich wie bei der Herzdruckmassage, aber schärfer und mit geringerer Frequenz.[4]

## Trivia
Obwohl der Handgriff nach ihm benannt ist, hat Henry Heimlich ihn während seiner Arbeit als Mediziner kein einziges Mal in einem Notfall angewendet. Erst im Jahr 2000 wandte er das Manöver an, als Restaurantgäste den damals 80-Jährigen zur Hilfe riefen. Als 96-Jähriger kam Henry Heimlich im Mai 2016 in einem Seniorenheim ein weiteres Mal in die Situation, einer 87-jährigen Mitbewohnerin, die sich an einem Hamburger verschluckt hatte und vom Ersticken bedroht war, mit dem Heimlich-Manöver zu helfen.
Der New Yorker Bürgermeister Ed Koch verschluckte sich 1981 bei einem Restaurantbesuch und wurde durch Anwendung des Heimlich-Handgriffs gerettet. Er setzte sich daraufhin für ein Gesetz ein, nach dem in allen New Yorker Restaurants ein Plakat mit Instruktionen angebracht sein muss. Ähnliche Regelungen existieren in weiteren US-Bundesstaaten.